# NGC 4888
NGC 4888 est une galaxie spirale vue par la tranche et située dans la constellation de la Vierge. Sa vitesse par rapport au fond diffus cosmologique est de 4 337 ± 31 km/s, ce qui correspond à une distance de Hubble de 64,0 ± 4,5 Mpc (∼209 millions d'al). NGC 4888 a été découverte par l'astronome germano-britannique William Herschel en 1789.